# Ключі (Шатровський район)
Ключі́ (рос. Ключи) — присілок у складі Шатровського району Курганської області, Росія. Входить до складу Мостовської сільської ради.
Населення — 99 осіб (2010, 149 у 2002).
Національний склад станом на 2002 рік: росіяни — 99 %.